# Интернет издања Шекспирових дела
Интернет издања Шекспирових дела је непрофитна организација која израђује интернет страницу посвећену Вилијаму Шекспиру и његовим делима. Организација је придружени члан Удружења Шекспирових позоришта, према класификацији пружаоца услуга и подржана је од стране Универзитета Викторије и Савета за истраживање друштвених и хуманистичких наука Канаде. 
Интернет страница укључује разноликост извора везаних за Шекспира, укључујући и написане коментаре његових драма и сонета, као и мултимедијалне материјале и записе његових драма у извођењу и историјске детаље о његовом животу као и ренесанси.

## Историја
Пројекат је започет на флопи диску 1988. године коју је креатор Мајкл Бест назвао Шекспиров живот и време. Потом је 1994. године пренео га је на компактни диск. До 1996. године, Бест је одлучио да је Интернет идеалан медиј за његов Шекспиров пројекат. Превео је своје раније формате у веб формате и званично основао Интернет издања Шекспирових дела 1999. године. 
Године 2010. ова бесплатна страница редизајнирана је да укључује и огласе. 
Поред веб странице, Интернет издања Шекспирових дела укључује и компакт диск под називом Шекспиров апартман (енгл. A Shakespeare Suite). Овај компакт диск објављен је 2002. године, a расподелила га је Инсајт Медија (енгл. Inisght Media), која је је пратећи алат за Шекспирове студије намењена наставницима и студентима. 

## Уређивање и издавање
Академски развој Интернет издања Шекспирових дела надгледа уређивачки одбор од 23 чланице међу којима су Универзитет у Канади, Сједињеним Државама, Уједињеном Краљевству и Немачкој. Поред тога што садржи текстове и факсимиле фолија и квартова који се могу претраживати, веб-сајт је место где Шекспирови научници објављују своје потпуно уређене и анотиране текстове. Постојеће рецензиране публикације укључују:
- Како вам драго, уредио Дејвид Бевингтон,
- Цимбелин, уредила Џенифер Форсајт;
- Хенри IV, део први, уредила Роземари Геби,
- Јулије Цезар, уредио Џон Де Кокс,
- Ромео и Јулија, уредило Роџер Апфелбаум,
- Олуја, уредили Брент Витед и Пол Јочнин,
- Троил и Кресида, уредили Вилијам Годшалк и Ентони Колејн и
- Венера и Адон, уредио Харди Ем Кук,

Додатни модерни текстови, заједно са напоменама и колекцијама, објављени су, али још увек нису рецензирани.
Интернет издања Шекспирових дела такође објављују издања драма написаних за Краљичине људе, од којих су многи утицали на Шекспира. Ове представе су припремљене за пројекат Шекспир и Краљичини људи, а који се изводе на Универзитету Мекмастер и Универзитету у Торонту.

## Позориште
База података Интернет издања Шекспирових дела је архива информација и материјала који се односе на извођења Шекспирових драма које се могу претраживати. Постоји на хиљаде дигитализованих артефаката – слика, аудио снимака и видео снимака – који су тренутно доступни за јавно гледање на сајту, као и листе глумаца и екипа за стотине филмова и наступа уживо. Базу података надгледа одбор глумаца, редитеља и академика.
У зиму 2007. године, Интернет издање Шекспирових дела је лансирало своју  Хронику наступа. Хроника наступа је база података која се може претраживати у стилу блога са рецензијама савремених Шекспирових продукција, а које су написали шира јавност и научници. Такође укључује критике из научних часописа, као што су Студије ране модерне књижевности и многе друге. 